# Dolly Parton's Heartstrings
Dolly Parton's Heartstrings, ou Dolly Parton : Cordes sensibles au Québec, est une série télévisée d'anthologie américaine en huit épisodes d'environ 66 minutes, produite par Dolly Parton et disponible depuis le 22 novembre 2019 sur Netflix,.

## Synopsis
Chaque épisode est centré sur une chanson du répertoire de la reine de la musique country Dolly Parton qui revient sur les plus grands succès de la chanteuse et évoque ses sources d'inspiration à travers des anecdotes et des souvenirs.

## Distribution
Épisode 1 :
- Julianne Hough (VF : Véronique Desmadryl) : Jolene[3]
- Kimberly Williams-Paisley (VF : Natacha Muller) : Emily[3]
- Dallas Roberts (VF : Roland Timsit) : Aaron[3]
- Braxton Bjerken : Jed[3]
- Dolly Parton (VF : Marie-Martine) : Babe

Épisode 2 :
- Melissa Leo (VF : Elisabeth Fargeot) : Amelia Meegers[4]
- Ray McKinnon (VF : William Coryn) : Roy Meegers[4]
- Andy Mientus (VF : Yoann Sover) : Tyler Meegers[4]
- Katie Stevens (VF : Laëtitia Coryn) : Lee Meegers[4]
- Michael J. Willett (VF : Jonathan Gimbord) : Cole Evans[4]
- Aidan Langford : Ren
- Robbie Cox : Digby Haygood
- Dolly Parton (VF : Marie-Martine) : elle-même

Épisode 3 :
- Delta Burke (VF : Frédérique Cantrel) : Ellie Holder[5]
- Ben Lawson (VF : Jean-Baptiste Marcenac) : Clay Fox[5]
- Brooke Elliott (VF : Anne Mathot) : Nancy[5]
- Michele Weaver (VF : Aurélie Konaté) : Phyllis[5]
- Tim Reid : Kendal Hooks[5]
- Gerald McRaney (VF : Patrick Messe) : Tom Freeman[5]

Épisode 4 :
- Sarah Shahi (VF : Barbara Delsol) : Lucy Jane
- Rochelle Aytes (VF : Sophie Riffont) : Scarlett
- Jessica Collins (VF : Vanina Pradier) : Monica
- Tammy Lynn Michaels (VF : Armelle Gallaud) : Bitsy
- Aria Brooks : Nola
- Stevonte Hart : Connor

Épisode 5 :
- Holly Taylor (VF : Clara Quilichini) : Delilah Covern
- Shane McGhie (VF : Olivier Dote Doevi) : Lincoln Dollarhyde
- Robert Taylor (VF : Michel Vigné) : Révérend Covern
- Bellamy Young (VF : Julie Turin) : Myrna Jorgensen
- Camryn Manheim (VF : Josiane Pinson) : Mme Grover
- Mary Lane Haskell (VF : Léovanie Raud) : Helen Cunningham
- Quinn Cooke : Mare

Épisode 6 :
- Patricia Wettig (VF : Véronique Augereau) : Harper Cantrell
- Timothy Busfield (VF : Jean-François Vlerick) : Logan Cantrell
- Virginia Gardner (VF : Fanny Fourquez) : Harper Cantrell, jeune
- Tom Brittney (VF : Jeremy Bardeau) : Logan Cantrell, jeune

Épisode 7 :
- Colin O'Donoghue (VF : Jérémie Bedrune) : JJ Sneed[6]
- Willa Fitzgerald (VF : Maïa Michaud) : Maddie Hawkins[6]
- Mac Davis : Révérend Riggs[6]
- Vanessa Rubio : Cimmaron[6]
- Alex Van : Caleb Chadburn
- Annie Cook : Sara Chadburn

Épisode 8 :
- Kathleen Turner (VF : Annie Balestra) : Miss Mary Shaw[7]
- Ginnifer Goodwin (VF : Céline Mauge) : Genevieve[7]
- Kyle Bornheimer (VF : Guillaume Orsat) : Landon Rayfield[7]
- Tyler Crumley : Jonah Rayfield

Version françaiseDoll
- Studio de doublage : Dubbing Brothers
- Direction artistique : Anne Massoteau
- Adaptation :

 Source et légende : version française (VF) sur RS Doublage

## Production

### Développement
Le 4 juin 2018, il a été annoncé que Netflix avait attribué à la production, alors sans titre, une commande de série pour une première saison composée de huit épisodes. Les producteurs exécutifs devaient inclure Dolly Parton et Sam Haskell. Les sociétés de production impliquées dans la série devaient être composées de Dixie Pixie Productions, Magnolia Hill Entertainment, Warner Bros. Television et Sandollar Productions,.
En novembre 2018, il a été rapporté que la série s'intitulait Dolly Parton's Heartstrings et que Patrick Sean Smith ferait office de showrunner de la série et de producteur exécutif supplémentaire.

### Fiche technique
- Titre original : Dolly Parton's HeartString
- Titre québécois : Dolly Parton : Cordes sensibles
- Producteur exécutif : Dolly Parton, Sam Haskell et Patrick Sean Smith
- Coproducteur exécutif : Hudson Hickman, Joe Lazarov, Lisa Meladed
- Producteur coordinateur : Billy Levin
- Décors : Sarah Carter
- Musique : Velton Ray Bunch et Mark Leggett

## Épisodes
1. Jolene (Jolene)
2. Two Doors Down (Two Doors Down)
3. Si j'avais des ailes  (If I Had Wings)
4. Cracker Jack (Cracker Jack)
5. De retour de Dover (Down from Dover)
6. Sugar Hill (Sugar Hill)
7. J.J. Sneed (J.J. Sneed)
8. Ces vieux os (These Old Bones)